# Ladná

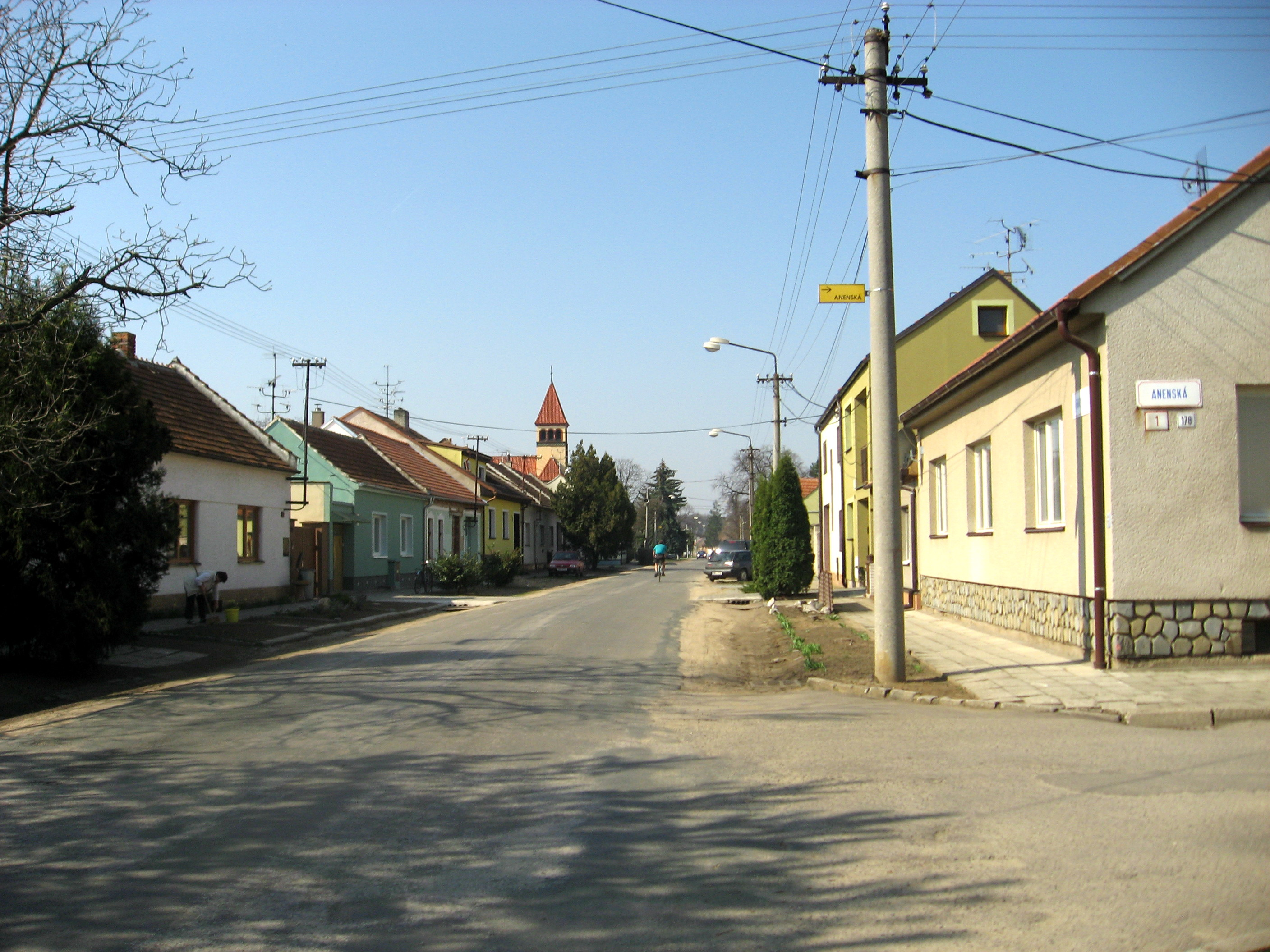
Ortsansicht mit Blick zur Kirche

Ladná, bis 1950 Lanštorf (deutsch Rampersdorf) ist eine Gemeinde in Tschechien. Sie liegt fünf Kilometer nördlich von Břeclav und gehört zum Okres Břeclav. Die Fluren der Gemeinde sind Teil des UNESCO-Welterbes Kulturlandschaft Lednice-Valtice. 

## Geographie
Ladná befindet sich linksseitig der Thaya im Dolnomoravský úval (Südliches Marchbecken). Durch das Dorf führt die Ladenská strouha (Mühlgraben). Im Osten erheben sich die Jochy (Jochfeld, 207 m). Nordöstlich verläuft die Bahnstrecke Břeclav–Brno, an ihr liegt in einem Kilometer Entfernung vom Dorf die Bahnstation Ladná. Parallel hinter der Eisenbahn verläuft die Straße II/425 von Hustopeče nach Břeclav und dahinter die Autobahn D 2. Nordöstlich des Dorfes befindet sich ein Erdölfördergebiet und südöstlich der Sportflugplatz Břeclav. Westlich von Ladná befindet sich zu Lednice gehörend die romantische Ruine der Hansenburg (Janův Hrad), das Jagdschlösschen (Lovecký zámeček) sowie das Minarett (auch Türkischer Turm).  
Nachbarorte sind Podivín und Velké Bílovice im Norden, Moravský Žižkov, Prechov, Filiálka und Prušánky im Nordosten, Moravská Nová Ves, Široký Dvůr und Hrušky im Osten, U Nádraží im Südosten, Stará Břeclav, Břeclav und Charvátská Nová Ves im Süden, Nový Dvůr und Hlohovec im Südwesten, Lednice im Westen sowie Bulhary im Nordwesten. 

## Geschichte
Archäologische Funde belegen eine Besiedlung des Gemeindegebietes seit der Bronzezeit. Dazu gehören ein Knochengrab aus der Zeit der Glockenbecherkultur, ein Brandgrab der Lausitzer Kultur sowie zahlreiche Funde aus der Zeit der Aunjetitzer Kultur. Das heutige Dorf entstand wahrscheinlich um 1220 im Zuge der deutschen Kolonisation Südmährens. 
Die erste urkundliche Erwähnung von Reinprechsdorf erfolgte im Jahre 1270 im Zusammenhang mit einem Ulrich von Reinprechsdorf, der hier wahrscheinlich seine Burg hatte. Im 14. Jahrhundert wurde das Dorf als Reinbrechtesdorf, Remprechtsdorf und Ramprechtzdorf bezeichnet, im Jahre 1400 wurde der Name Rympersdorf gebraucht. Rympersdorf gehörte bis zum Beginn des 16. Jahrhunderts zur Herrschaft Kostel und wurde danach an die Herrschaft Lundenburg angeschlossen. Im Jahre 1581 wurde der Ort als Lanštorf bezeichnet. 1605 fielen die Truppen Stephan Bocskais ein und brannten das Dorf nieder. Zu Beginn des Dreißigjährigen Krieges plünderten 1619 kaiserliche Truppen das Dorf. 1645 fielen die Schweden ein und 1663 die Türken. Zwischen 1805 und 1809 wurde Rampersdorf von den Napoleonischen Truppen drangsaliert. Im Jahre 1831 brach die Cholera aus. 
Nach der Aufhebung der Patrimonialherrschaften bildete Lanštorf / Rampersdorf ab 1850 eine Gemeinde im Bezirk Hodonín. In den Jahren 1855 und 1866 brach erneut die Cholera aus. Seit 1859 gehörte es zum Gerichtsbezirk Lundenburg. Bis 1920 lag das Dorf an der Grenze zwischen Mähren und Niederösterreich. Nachdem der Eisgruber Zipfel 1921 durch den Vertrag von Saint-Germain an die Tschechoslowakei gelangte, wurde das Kataster um einen kleinen Teil ehemals österreichischen Territoriums erweitert. 
1945 wurde die Gemeinde dem Okres Břeclav zugeordnet. 1950 erfolgte die Umbenennung in Ladná. Ladná wurde im Jahre 1976 zusammen mit Široký Dvůr nach Břeclav eingemeindet. Seit 1996 gehörten die Fluren der Gemeinde zur Kulturlandschaft Lednice-Valtice. Mit Wirkung vom 30. Juni 2006 löste sich Ladná wieder von Břeclav und bildet seither eine eigene Gemeinde. Gepfarrt ist das Dorf seit eh und jeh nach Podivín.

## Ortsgliederung
Für die Gemeinde Ladná sind keine Ortsteile ausgewiesen. Zu Ladná gehört die Ansiedlung Široký Dvůr (Breiter Hof).

## Sehenswürdigkeiten
- Kirche des Erzengels Michael, erbaut 1911–1912 unter dem Architekten Karl Weinbrenner, eine Stiftung des Fürsten Johann II. von Liechtenstein
- Nischensäule des hl. Wendelin, errichtet in der zweiten Hälfte des 18. Jahrhunderts
- Bildstock am Bahnhof, errichtet um 1800
- Kapelle des hl. Michael, errichtet 1848–1849
- Janův Hrad (Hansenburg)
- Jagdschlösschen Lednice
- Minarett von Lednice